# Justa

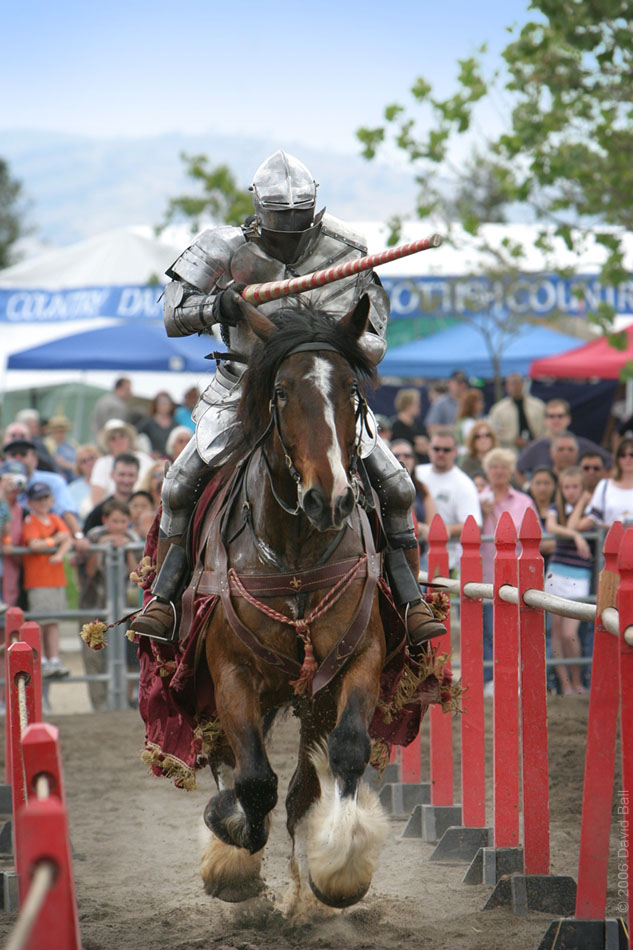
Representación de un torneo medieval en Livermore, California (2006).

En la Edad Media se denominó justa al combate singular que se hacía entre dos contendientes, a caballo y con lanza, para justificar el derecho de alguno (véase ordalía o juicio de Dios). De ahí viene el nombre de justa que luego se extendió a los juegos o ejercicios de caballería. En ella los caballeros acreditaban su destreza en el manejo de las armas (véase Torneo medieval).
Aunque se confundan como sinónimos las palabras justa y torneo, las armas empleadas en estas contiendas eran diferentes. En las justas se empleaban armas verdaderas ofensivas y defensivas, resultando a veces los combatientes gravemente heridos e incluso muertos. En los torneos casi siempre se utilizaban armas simuladas.
La justa era un combate singular entre dos contendientes para defender el derecho de alguien.
Las armas utilizadas en estos combates podían herir o matar a diferencia de los Torneos que casi siempre se utilizaban armas simuladas para no herir al contrario ya que se trataba de ejercicios militares en tiempos de paz.

## Historia
Desde los tiempos más antiguos se conocieron en todos los pueblos guerreros esos combates o pruebas de fuerza, valor y destreza. Pero no con las mismas formas ni con igual carácter pero sí con el espíritu de emulación que presidía las justas de mero recreo entre los caballeros de la Edad Media.
En Grecia los Juegos Olímpicos, juegos Panhelénicos celebrados en Corinto eran una especie de justas. En ella se hacía alarde de las ventajas corporales, y se estimulaba el valor. La recompensa era obtener premios y el aplauso del pueblo.
Los pueblos del Norte de Europa introdujeron la costumbre de encomendar las decisiones de la justicia y la defensa de la inocencia, a la suerte de un combate singular que se ponía en manos de Dios. Los godos justaban para sincerarse de una acusación o para defender a un débil, combatiendo al acusador.
Los árabes introdujeron en España los juegos de combate de sortija, bohordos y cañas que se imitaron posteriormente en los torneos y justas.

### Edad Media
Resultado de esta mezcla de costumbres, ocurrió que con el transcurrir del tiempo las primitivas justas o juicios de Dios evolucionaron hasta convertirse en combates o torneos, ejercicios de armas que en ocasiones eran alardes de vigor y valentía para festejar a una dama.
Se generalizó de tal manera en la Edad Media que en casi todas las poblaciones de alguna importancia había un paraje, por lo común extramuros de la ciudad (véase muralla) llamado la tela, destinado para estos combates. En casos extraordinarios se designaban sitios en campo raso, publicitando los combates a cuantos caballeros o campeones quisiesen acudir a medir sus armas con el mantenedor del palenque, es decir, al retador de la justa.

#### Crónicas
Algunas de estas justas fueron descritas con toda seriedad en las Crónicas ( también fueron descritas por los autores de libros de caballerías, pero su autenticidad es más dudosa ya que a veces se mitificaban los hechos o se exageraban).
En la crónica que corre impresa de Álvaro de Luna se hace especial mención por vía de apéndice y se incluye la descripción escrita por Fr. Juan de Pinedo de una de las más feroces luchas de este género: el paso honroso del caballero Suero de Quiñones. Este caballero para librarse de la esclavitud que le había impuesto cierta señora, en señal de cuya servidumbre llevaba al cuello una argolla de hierro, se presentó al rey don Juan II y le pidió muy encarecidamente que le permitiese romper trescientas lanzas, tres con cada caballero de los que se presentasen Camino de Santiago en el término de treinta días, con nueve hijodalgos para conseguir su rescate.

#### Motivos de las justas
El motivo fundamental de las justas era el espíritu caballeresco de la época cuyo lema era Dios, mi rey y mi dama. Aunque a veces se daban excesos de este espíritu caballeresco. También con el paso del tiempo las justas como los torneos eran una costumbre regularizada según las necesidades guerreras.
Las ideas de la época convenían promover en unos pueblos cuyo principal ejercicio era el de las armas, estos combates que, aunque sangrientos, tenían mucha importancia para el buen éxito en los campos de batalla (digamos que se ejercitaban en las armas que después se utilizaban en las batallas, lo que hoy se entiende por entrenar).

#### Ordenanzas
Con el devenir de los tiempos se hizo necesario regular estos combates y se realizó a través de ordenanzas especiales que determinaban las reglas que debían observarse en el palenque. La presidencia normalmente recaía en los reyes. Presenciaban el combate nobles (véase nobleza) respetables por sus hazañas y edad, ora en calidad de jueces, ora para impedir que se quebrantasen las leyes generales de hidalguía, que todo buen caballero estaba obligado a observar.
También había ordenanzas especiales comprendidas en los capítulos de las justas para decidir a quien correspondía el premio del vencimiento y dirimir las controversias que pudieran suscitarse entre los interesados. Una dama presidía estas lides en calidad de reina de la hermosura. Los contendientes disputaban el premio que las damas daban, que consistía comúnmente en una banda ricamente bordada en un joyel u otra prenda, cuyo principal mérito estaba en haber sido ganada con valentía, gallardía y esfuerzo (se ha de tener en cuenta la mentalidad de la época).
Estos actos que revestían gran solemnidad y eran presenciados por multitud de personas a quienes se prohibía toda demostración de aplauso ni reprobación a fin de evitar el desaliento en los que sufrieron reveses o acaso para impedir desórdenes en el evento (se evitaba así que el público congregado se solviantase).
Tal cuidado se ponía en esto que llegó a conminarse con la pena de sacar la lengua al espectador del estado llano que profiriese un grito y con expulsar del palenque al noble que interrumpiese de algún modo la seriedad del acto (véase decoro). No obstante esto cuando las justas se ordenaban por simples particulares había más libertad entre los espectadores.
Aunque las autoridades locales procuraban reprimir las manifestaciones ruidosas del público en bien del orden público era común que el público congregado en el evento se dividiera en bandos. Eran la mayoría de las veces personas principales, que debían tener cada cual por su parte deudos, amigos y allegados afectos a su causa y fáciles de sugestionar en pro o en contra.

#### Condiciones del combate
Para ordenar una justa se redactaban las condiciones del combate, a manera de cartel de desafío, dirigidos a cuantos caballeros quisiesen a acudir a disputar la prez del combate. Aprobado este cartel por la autoridad que en ocasiones era el rey mismo (a veces la justa se verificaba donde residía la corte) se publicaba con música y de noche, llevando la multitud hachas encendidas, precediendo los heraldos y acompañados de jinetes que eran seguido del numeroso pueblo y el cartel quedaba fijado en paraje público (lo que hoy sería pegar carteles publicitarios).

#### Preparativos para la justa

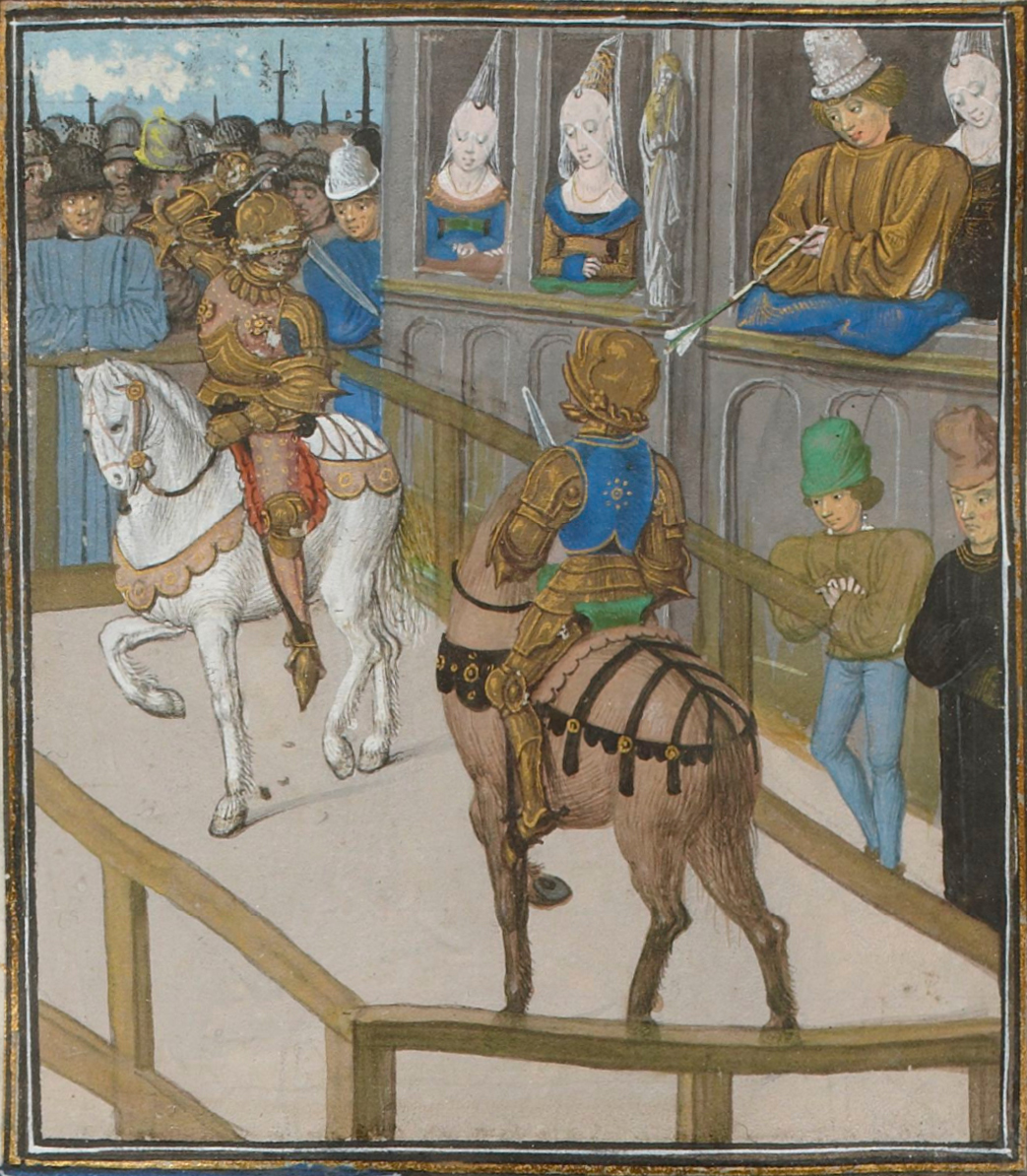
Justa entre Reginald de Roye y John Holland en Betanzos ante Juan de Gante en 1387. Ilustración de las Crónicas de Jean Froissart.

Cumplido el plazo prefijado para el concurso de combatientes, debía celebrarse la justa irremediablemente. Para ello en el paraje acostumbrado que era un recinto cerrado hecho de madera, en parte con barreras bajas y en parte con galerías y estrados para las damas, los jueces y personajes principales, se disponía lo necesario, adornando los balcones y tablados con espléndidas colgaduras de seda recamadas de metales preciosos y tapices bordados.
En un extremo se levantaba un pabellón o tienda para los mantenedores, que se adornaban con banderolas del color o colores por ellos elegidos. En otra parte y en lugar elevado, se erigía el trono de la señora de la fiesta, lujosamente decorado, el cual solía estar cerca de los reyes o los jueces. 
Para estos casos era necesario el auxilio de la fuerza pública, que ocupaba los alrededores del palenque, destacando una guardia al pie del cadalso o tablado de los jueces. Bandas de música marcial colocadas en sendas tribunas armonizaban con tocatas escogidas. Un cuerpo de ministriles provistos de trompetas y otros instrumentos, daban las señales convenientes cuando llegaban a la tela los diferentes personajes que tenían parte en el evento.

#### Armas
En las justas no se empleaba más armas que la lanza de madera y la adarga o escudo, amen de la loriga, cota y armadura, la cual representaba la condición social del dueño.
La regla común era que se debía romper tres lanzas con cada campeón o aventurero que llegase a la palestra. Si uno de los combatientes sacaba de la silla a su contrario, se daba por rota la lanza, aunque no se rompiese.

#### La justa

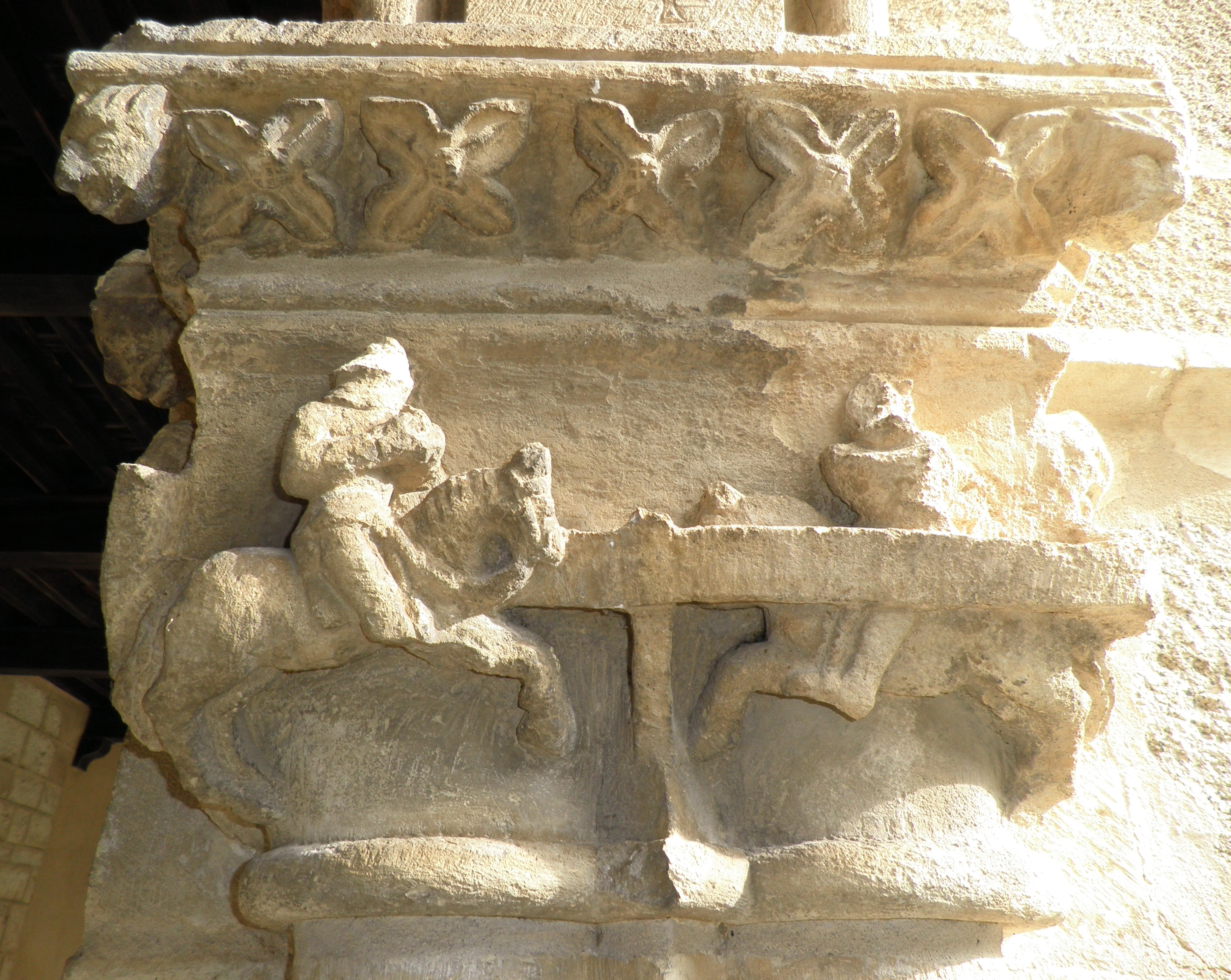
Capitel del representando una justa, monasterio de Santa María la Real de Nieva.

Una vez que las bandas de música cesaban de tocar entraban los reyes, los jueces, la dama de honor, y se les hacía acatamiento y no se dejaba de tañer las trompetas y clarines hasta que ocupaban sus puestos. La señora del palenque (dama de honor) entraba montada en un palafrén adornado de ricos jaeces y ella misma deslumbrante de espléndidas galas. Le seguían sus damas y amigos y gran séquito de criados, con cuyo acompañamiento daba vuelta a la arena, en medio de aclamaciones de la multitud y también los parabienes y saludos de sus conocidos pasando luego a ocupar su asiento.
El mantenedor daba también la vuelta al palenque al son de los instrumentos que tocaban los ministriles.
También iban con él los ayudantes que había elegido, los cuales llevaban sus colores en las cimeras y pendoncillos en las lanzas y en las adargas la divisa común con las armas de cada uno. El mantenedor también solía adoptar como también sus contendientes, un mote o leyenda que concretaba en breves palabras el lema de su empresa o el objeto de sus deseos y ambición Aparte de los ayudantes le seguían sus escuderos y los de aquellos, y cierto número de criados en mulas, adornadas con gualdrapas de seda chapeadas de plata y con pendoncillos de los colores predilectos. También llevaban de armas destinadas a reemplazar las que se rompiesen. Retirados a su tienda los mantenedores aguardaban que se presentase algún competidor.
Los jueces mandaban a un heraldo publicar en alta voz las leyes del duelo y los capítulos especiales de la justa. Cuando se presentaban los justadores eran introducidos en el palenque y daban la vuelta. Los farautes repetían el reto y los jueces tomaban juramento a cada lidiador de combatir con lealtad. Conforme a las leyes de caballería, los jueces medían las armas, señalaban su puesto a cada combatiente (partir el sol), de modo que ambos tuviesen iguales ventajas de luz y sombra. Retirándose a su estrado daban la señal de arremeter, que era el comienzo de la justa, que repetían los ministriles tocando sus trompetas.
El primer campeón tocaba de derecho al mantenedor y los siguientes a sus ayudantes, volviendo aquel entrar en el turno de lucha después del último. Nadie podía prestar apoyo al que lidiaba. Si alguno de los mantenedores era vencido, herido o muerto, le sucedía otro hasta terminar el combate con el vencedor. Concluida la lucha, era lícito dar muestras de aplauso, pero no mientras permanecía indeciso el triunfo.
Los reyes de Inglaterra solían prohibirlos excepto en ocasiones especiales.
La iglesia los desaprobaba aún más. En 1130, el Papa declaró que cualquier caballero que perdiera la vida en una lucha tan innecesaria contra otros cristianos no podría ser enterrado en tierra consagrada.” 
Las justas se celebraban de sol a sol. Sucedió algunas veces ocurrió estar abierto el palenque muchos días, a petición de los caballeros que llegaban y no podían pelear por falta de tiempo.

### Edad Moderna

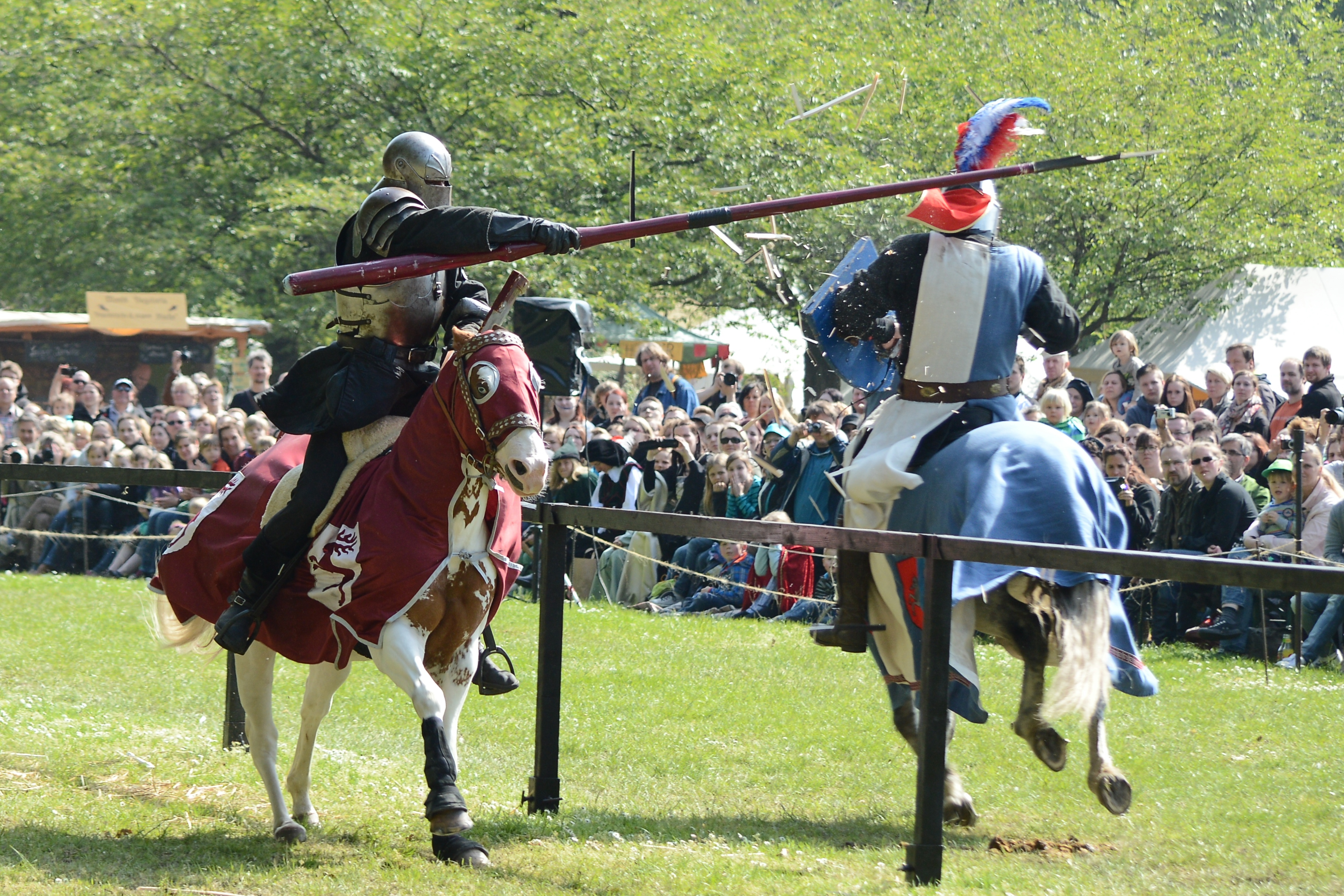
Justa moderna, celebrada en Dortmund en 2014.

En el siglo XVI decayó completamente esta costumbre en favor de los nuevos giros dados a las ideas y a las instituciones políticas y militares en la civilización moderna y fueron continuados de forma privada esta costumbre de contienda entre dos personas a caballo y lanza, por los duelos privados que se realizaban también por dos personas y ante testigos denominados padrinos, en un día y hora señalado y con diferentes tipos de armas: pistolas, sable, florete, etc., (véase la película de cine Los duelistas 1977 del director Ridley Scott y también Barry Lyndon 1975 del director de cine Stanley Kubrick, en la que se ve cómo esos duelos singulares de la Edad Media denominados justa evolucionaron hacia los duelos privados o duelos judiciales de la Edad Moderna).
La justa sobrevivió de cierto modo, sin embargo, en la Inglaterra del período Tudor. La mayoría de los grandes palacios de esa época incluían un extenso cour, llamado Tiltyard, donde se solían celebrar este tipo de torneos, más bien como espectáculos aunque también para zanjar litigios ante la mirada de la nobleza local.